# Фостер, Гарри
Гарри Фостер (англ. Harry Wickwire Foster; 1902—1964) — канадский военный, генерал, участник Второй мировой войны.

## Биография
Родился 2 апреля 1902 года в Галифаксе, Новая Шотландия, в семье генерал-майора Гилберта Лафайетта Фостера, который был начальником медицинской службы в годы Первой мировой войны. 
Гарри Фостер получил образование в King’s College at Windsor в Новой Шотландии, начав с кадета. Затем последовательно обучался в школе города Беркхемстед, Англия; школе Bishop's College School города Ленноксвилл, Квебек, Канада; Королевский военный колледж Канады в Кингстоне, Онтарио, Канада и Университет Макгилла, Монреаль, Канада.
Военную службу начал в канадских военных подразделениях Permanent Force и Lord Strathcona's Horse. Как начинающему офицеру, Фостеру государством были предоставлены седло, упряжь и место в конюшне; за лошадь и обмундирование ему пришлось платить самостоятельно. В 1934 году он имел звание капитана. В 1937—1939 годах посещал Штабной колледж в Кемберли, Англия; после его окончания был произведён в майоры и в должности бригадного майора начал службу в 1-й канадской пехотной бригаде (англ. 1st Canadian Infantry Brigade ) на фронтах Второй мировой войны. В 1941 году, в звании подполковника, Фостер вступил в командование 4th Reconnaissance Battalion (4th Princess Louise Dragoon Guards) 1-й канадской пехотной дивизии в Англии. В 1942 году он был назначен командиром 1-го батальона The Highland Light Infantry of Canada.
Фостер участвовал в 1943 году в операции «Коттедж» армии США по освобождению острова Кыска от японских войск в ходе Тихоокеанской кампании. В этом же году он получил звание бригадного генерала и стал командиром 7-й канадской пехотной бригады. В 1944 году был произведен в генерал-майоры и принял в командование 4-й канадской (бронетанковой) дивизией в Нормандии. 12 сентября 1944 года Фостер принимал участие в наступлении на старинный город Брюгге, освобождение которого прошло весьма успешно — без особой борьбы и городских повреждений. В признание за это Гарри Фостер был удостоен звания почетного гражданина Брюгге. Затем Фостер возглавил 1-ю канадскую пехотную дивизию, которая воевала в Италии, и участвовал в операции Goldflake.
После войны генерал Гарри Фостер председательствовал на военном суде Канады над офицером СС Куртом Мейером, который в декабре 1945 года приговорен к смертной казни по обвинению в убийстве канадских военнопленных, но впоследствии смертная казнь была заменена пожизненным заключением. 
В 1952 году он вышел на пенсию. В 1959 году женился на Моне Луизе Парсонс, деятельнице Движения сопротивления в Голландии, был назначен почетным адъютантом генерал-губернатора Канады Жоржа Ванье.
Умер 6 августа 1964 года в Галифаксе, Новая Шотландия. Был похоронен на кладбище Oak Grove Cemetery города Кентвилл.
У Гарри был сын Джеймс Энтони Фостер (1932—2012).

## Награды

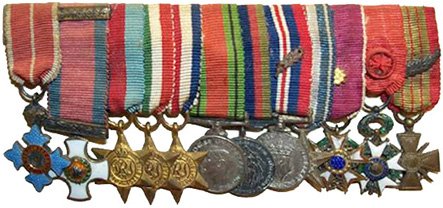
Медали Гарри Фостера

### Британские и Содружества
- Командор ордена Британской империи,
- кавалер ордена «За выдающиеся заслуги»,
- Звезда «1939—1945»
- Звезда Италии
- Французская и Германская звезда
- Медаль обороны (Великобритания)
- Медаль канадских добровольцев
- Памятная медаль войны 1939-1945 гг. (с бронзовыми листьями за упоминание в приказах)

### Иностранные
- Серебряная звезда (США)
- орден «Легион почёта» (офицер),
- Орден Почётного легиона,
- Военный крест (Франция) 1939—1945 с пальмовой ветвью.